# Kikue Mōri
Kikue Mōri (毛利菊枝, Mōri Kikue), née le 3 novembre 1903 à Numata et morte le 20 août 2001 à Shizuoka, est une actrice japonaise. 

## Biographie
Kikue Mōri a tourné dans près de 60 films entre 1937 et 1981.

## Filmographie partielle
- 1937 : Karayuki-san (からゆきさん?) de Sotoji Kimura
- 1946 : Meiji no kyōdai (明治の兄弟?) de Sadatsugu Matsuda
- 1947 : L'Amour de l'actrice Sumako (女優須磨子の恋, Joyū Sumako no koi?) de Kenji Mizoguchi : Ichiko Shimamura
- 1948 : Femmes de la nuit (夜の女たち, Yoru no onnatachi?) de Kenji Mizoguchi
- 1949 : La Vie d'une femme (女の一生, Onna no isshō?) de Fumio Kamei
- 1951 : Yatsuhakamura (八ツ墓村?) de Sadatsugu Matsuda
- 1951 : Cinq hommes d'Edo (大江戸五人男, Ōedo gonin otoko?) de Daisuke Itō
- 1952 : La Vie d'O'Haru femme galante (西鶴一代女, Saikaku ichidai onna?) de Kenji Mizoguchi
- 1952 : Par ci, par là (あの手この手, Anote konote?) de Kon Ichikawa
- 1953 : Les Contes de la lune vague après la pluie (雨月物語, Ugetsu monogatori?) de Kenji Mizoguchi : Ukon
- 1953 : Désirs (慾望, Yokubo?) de Kōzaburō Yoshimura
- 1953 : Les Musiciens de Gion (祇園囃子, Gion bayashi?) de Kenji Mizoguchi : la professeur d'artisanat
- 1953 : Kaidan saga yashiki (怪談佐賀屋敷?) de Ryōhei Arai
- 1953 : Tōkyō madamu to Ōsaka fujin (東京マダムと大阪夫人?) de Yūzō Kawashima
- 1953 : La Porte de l'enfer (地獄門, Jigokumon?) de Teinosuke Kinugasa : Sawa
- 1954 : Shinjitsu ichiro (真実一路?) de Yūzō Kawashima
- 1954 : L'Intendant Sansho (山椒大夫, Sanshō dayū?) de Kenji Mizoguchi : la prêtresse
- 1954 : Akuma ga kitarite fue o fuku (悪魔が来りて笛を吹く?) de Sadatsugu Matsuda
- 1955 : Croissance (たけくらべ, Takekurabe?) de Heinosuke Gosho
- 1955 : Le Christ en bronze (青銅の基督, Seidō no Kirisuto?) de Minoru Shibuya : Tsuru
- 1956 : Akō rōshi: Ten no maki, chi no maki (赤穂浪士 天の巻 地の巻?) de Sadatsugu Matsuda
- 1956 : Orizuru nana henka (折鶴七変化?) de Kimiyoshi Yasuda
- 1956 : Zoku orizuru nana henka (続折鶴七変化?) de Kimiyoshi Yasuda
- 1957 : La Porte Sujaku (朱雀門, Suzaku-mon?) de Kazuo Mori
- 1957 : Le Roman de Genji - Ukifune (源氏物語 浮舟, Genji monogatari: Ukifune?) de Teinosuke Kinugasa
- 1957 : Hayatozoku no hanran (隼人族の叛乱?) de Sadatsugu Matsuda
- 1958 : Les Tambours de la nuit (夜の鼓, Yoru no tsuzumi?) de Tadashi Imai : Kiku
- 1959 : Kōgan no misshi (紅顏の密使?) de Tai Katō
- 1960 : Le Fils de famille (ぼんち, Bonchi?) de Kon Ichikawa : Kino
- 1960 : Anchin to Kiyohime (安珍と清姫?) de Kōji Shima
- 1962 : Le Révolté (天草四郎時貞, Amakusa Shiro Tokisada?) de Nagisa Ōshima : Maruta
- 1963 : La Vengeance d'un acteur (雪之丞変化, Yukinojō henge?) de Kon Ichikawa
- 1963 : La Légende du combat à mort (死闘の伝説, Shitō no densetsu?) de Keisuke Kinoshita
- 1964 : Peut-on vivre ainsi ? (われ一粒の麦なれど, Ware hitotsubu no mugi naredo?) de Zenzō Matsuyama
- 1964 : Adauchi (仇討?) de Tadashi Imai
- 1965 : Le Sang de la vengeance (明治侠客伝 三代目襲名, Meiji kyōkyaku: Sandaime shūmei?) de Tai Katō
- 1965 : Rokujo yukiyama tsumugi (六條ゆきやま紬?) de Zenzō Matsuyama
- 1966 : Tatouage (刺青, Irezumi?) de Yasuzō Masumura : la mère de Shinsuke
- 1971 : Silence (沈黙, Chinmoku?) de Masahiro Shinoda
- 1972 : Uta (哥(うた)?) d'Akio Jissōji
- 1978 : Last of the Ako Clan (赤穂城断絶, Akō-jō danzetsu?) de Kinji Fukasaku
- 1979 : L'Enfer (地獄, Jigoku?) de Tatsumi Kumashiro

## Distinctions
- 1975 : personnalité culturelle de la ville de Kyoto (théâtre)[2]
- 1980 : récipiendaire de l'Ordre du Trésor sacré de 4e classe